# Irecê (tiểu vùng)
Irecê là một tiểu vùng thuộc bang Bahia, Brasil. Tiều vùng này có diện tích 17380 km², dân số năm 2007 là 349614 người.